# Gen d'Hiroshima (film, 1983)
Pour plus de détails, voir Fiche technique et Distribution.
Gen d’Hiroshima (はだしのゲン, Hadashi no Gen) est un film d’animation japonais réalisé par Mori Masaki et produit par Madhouse. Sorti au Japon le 21 juillet 1983, il est une adaptation du manga éponyme de Keiji Nakazawa, et dépeint le drame du bombardement d’Hiroshima à travers les yeux de son jeune protagoniste, Gen Nakaoka. 
Ce film donne lieu à une suite avec Gen d’Hiroshima 2 sorti en 1986. 

## Synopsis
Le film se déroule à Hiroshima, à la fin de la Seconde Guerre mondiale. Gen Nakaoka vit avec sa famille dans un climat de plus en plus difficile, marqué par la pénurie alimentaire et la menace constante des raids aériens. Gen et son jeune frère Shinji aident leur père dans les travaux agricoles, tandis que leur sœur aînée, Eiko, veille sur leur mère, Kimie, enceinte et affaiblie par la malnutrition. Bien que conscients de l'avancée du conflit, les membres de la famille s'interrogent sur le fait qu'Hiroshima demeure encore épargnée par les bombardements américains.
Le matin du 6 août 1945, Gen quitte la maison pour se rendre à l’école. Il y retrouve une amie, et les deux s’étonnent d'apercevoir un avion américain dans le ciel alors qu’aucune alerte n’a été donnée. Quelques secondes plus tard, à 8h16, ce même avion largue la bombe nucléaire qui explose au-dessus de Hiroshima. Gen, protégé par un mur, échappe de justesse au souffle tueur de l’explosion, contrairement à son amie, brûlée vive par la chaleur de la bombe. La ville est complètement détruite, et de nombreux habitants meurent sur le coup. 
Après avoir perdu connaissance lors de l’explosion, Gen reprend conscience au milieu de ruines. En quête de sa famille, il découvre une ville dévastée, peuplée de survivants brûlés, errant sans direction, et de nombreux cadavres jonchant les décombres. Affolé, il finit par trouver sa mère et sa maison en flammes. Son père, Eiko et Shinji sont coincés sous des décombres. Alors qu’ils essaient de les dégager, le père ordonne à Gen de protéger Kimie et d’aller trouver refuge. Impuissants, Gen et Kimie les voient périr dans les flammes. 
Tandis qu’une pluie radioactive tombe sur la ville, Gen et sa mère trouvent refuge. Là, aidée par son fils, Kimie accouche d’une petite fille qu’ils finiront par nommer Tomoko. Mais la faim les menace, alors Gen passe les journées suivantes à chercher de la nourriture. Durant ce périple, il tente de sauver un soldat contaminé par les radiations nucléaires présentes partout dans la ville. Mais le soldat meurt quelque temps après avoir été emmené à l'hôpital. Gen finit par trouver une réserve de riz dont une partie a été épargnée par les flammes, mais son euphorie ne dure pas longtemps : de retour auprès de sa mère, il constate que, comme le soldat contaminé, il perd ses cheveux. Le 9 août, trois jours après le bombardement d’Hiroshima, une deuxième bombe atomique est larguée sur Nagasaki, à la suite du refus du Japon de capituler.
Quelques jours plus tard, Gen et Kimie retournent aux décombres de leur maison et dégagent les restes de leurs proches. Ils apprennent à ce moment-là que le Japon s’est rendu, et cette capitulation trop tardive rend Kimie furieuse. Les deux s’installent dans une maison abandonnée et, alors qu’ils dînent, un petit garçon affamé vient les espionner et se fait attraper par Gen. Troublés, Gen et Kimie se rendent compte que ce garçon, nommé Ryuta, ressemble particulièrement à Shinji. Ils apprennent ensuite que Ryuta est orphelin, alors ils décident de l’accueillir et de le nourrir. 
Gen et son nouveau petit frère de cœur, Ryuta, vont en ville pour trouver du travail afin de pouvoir nourrir Tomoko qui souffre de malnutrition. Ils se font engager par un homme qui leur demande de s’occuper de son frère mourant nommé Seiji. Alors qu’ils prennent soin de lui, le comportement désagréable de Seiji finit par agacer les deux garçons qui, après l’avoir giflé, s’en vont. Bouleversé, le soldat leur demande de rester, expliquant que c’est la première fois depuis le bombardement qu’il se sent considéré autrement que comme un homme condamné. Par la suite, Seiji retrouve goût à la vie et reprend la peinture. Reconnaissant, leur employeur remet à Gen et Ryuta une somme de 100 yens pour avoir redonné le sourire à son frère. Avec cet argent, les deux garçons achètent une grande quantité de lait. Mais, une fois de retour à la maison, ils apprennent une terrible nouvelle : Tomoko est déjà morte. 
Quelques semaines plus tard, Gen et Ryuta constatent les premiers signes de renouveau, à travers la repousse des plantes et des cheveux de Gen. Pour honorer la mémoire de leurs proches disparus, Gen fabrique un petit bateau en bois portant une lanterne en papier, qu’il dépose sur la rivière, geste symbolique d’espoir et de courage.

## Fiche technique
- Titre original : はだしのゲン
- Titre français : Gen d'Hiroshima
- Réalisation : Mori Masaki[1]
- Scénario : Keiji Nakasawa[1]
- Dessins : Keiji Nakasawa[1]
- Musique : Kentoro Haneda[1]
- Photographie : Kinichi Ishikawa[1]
- Société de production : Madhouse[1]
- Pays de production : Japon
- Langue originale : japonais
- Genre : animation, drame, guerre
- Durée : 85 minutes[1]
- Date de sortie : 21 juillet 1983

## Distribution des voix (version originale)
| Personnage       | Doubleur         |
| ---------------- | ---------------- |
| Gen Nakaoka      | Issei Miyazaki   |
| Kimie Nakaoka    | Yoshie Shimamura |
| Shinji Nakaoka   | Masaki Kōda      |
| Ryuta Kondo      | Masaki Kōda      |
| Daikichi Nakaoka | Takao Inoue      |
| Eiko Nakaoka     | Seiko Nakano     |
| Hidezo           | Takeshi Aono     |
| Mr. Pak          | Junji Nishimura  |
| Seiji Yoshida    | Katsuji Mori     |
| Hana             | Taeko Nakanishi  |
| Narrateur        | Tatsuya Jō       |

## Réception
Le site Rotten Tomatoes indique une réception globalement favorable : 86 % des utilisateurs recommandent le film, tandis que 71 % des critiques professionnelles recensées lui attribuent un avis positif.

## Sources
1. 1 2 3 4 5 6 7  (en) Stuart Galbraith, The Japanese filmography : a complete reference to 209 filmmakers and the over 1250 films released in the United States, 1900 through 1994, Jefferson N.C. Londres, McFarland & Co., 1996, 828 p. (ISBN 0786400323)
2. 1 2 3 4 5 6 7 8 9 10  (ja) Madhouse, « "はだしのゲン" » (consulté le 12 mai 2025)
3. ↑  (en) « Barefoot Gen », sur rottentomatoes.com (consulté le 12 mai 2025)